# Stenotarsia scotti
Stenotarsia scotti är en skalbaggsart som beskrevs av Oliver Erichson Janson 1876. Stenotarsia scotti ingår i släktet Stenotarsia och familjen Cetoniidae. Inga underarter finns listade i Catalogue of Life.